# Lijst van spelers van Alajuelense
Deze lijst omvat spelers die bij de Costa Ricaanse voetbalclub LD Alajuelense spelen of gespeeld hebben. De namen zijn alfabetisch gerangschikt.

## A
- Johnny Acosta
- Ignacio Aguilar
- Wardy Alfaro
- Daniel Arce
- Matías Arce
- Josimar Arias
- Luis Arnaez

## B
- Javier Baldi
- Austin Berry
- Diego Brenes
- Steven Bryce

## C
- Mario Camacho
- Alexander Castro
- Carlos Castro
- Juan Cayasso
- Jose Chaves
- Pablo Chinchilla
- Martín Civit
- Carlos Clark

## D
- Miguel Davis
- Rudy Dawson
- Javier Delgado
- Minor Diaz

## E
- Diego Estrada
- Róger Estrada

## F
- Argenis Fernandez
- Róger Flores
- Rolando Fonseca

## G
- Pablo Gabas
- Francisco Gómez
- Geancarlo González
- Ricardo González
- Allen Guevara
- Joaquín Guillén
- Armando Gun
- Kenner Gutierrez
- Ólger Guzmán

## H
- Carlos Hernández
- Nicolás Hernández
- Pablo Herrera

## J
- Erick Jiménez

## L
- Froylán Ledezma
- Wilmer López

## M
- Marcelo Sarvas
- Luis Marín
- Emil Martínez
- Christopher Meneses
- Alvaro Mésen
- Christian Montero
- Mauricio Montero
- Mauricio Mora
- Roberto Mudarra
- Wilson Muñoz
- Roy Myrie

## N
- Víctor Núñez

## O
- Cristian Oviedo

## P
- Elías Palma
- Winston Parks
- Patrick Pemberton

## Q
- Alfonso Quesada
- Eliseo Quintanilla

## R
- Óscar Ramírez
- Leslie Ramos
- Ariel Rodríguez
- Esteban Rodríguez
- Michael Rodríguez
- Julio Romaña
- Bryan Ruiz
- Yendrick Ruiz

## S
- Carlos Salazar
- José Salvatierra
- Marcelo Sarvas
- Erick Scott
- Juan Sills
- Mauricio Solís
- Jean Carlos Solórzano

## U
- Marcos Ureña

## T
- Luis Valle
- Mario Víquez

## W
- Harold Wallace

## Z
- Zada